# Miraíma
Miraíma is een gemeente in de Braziliaanse deelstaat Ceará. De gemeente telt 12.737 inwoners (schatting 2009).
De gemeente grenst aan Amontada, Itapipoca, Irauçuba, Sobral en Santana do Acaraú.